# Aegerina allotriochora
Aegerina allotriochora är en fjärilsart som beskrevs av Ludwig Zukowsky 1937. Aegerina allotriochora ingår i släktet Aegerina och familjen glasvingar. Inga underarter finns listade i Catalogue of Life.